# نيقوماخس الجرشي

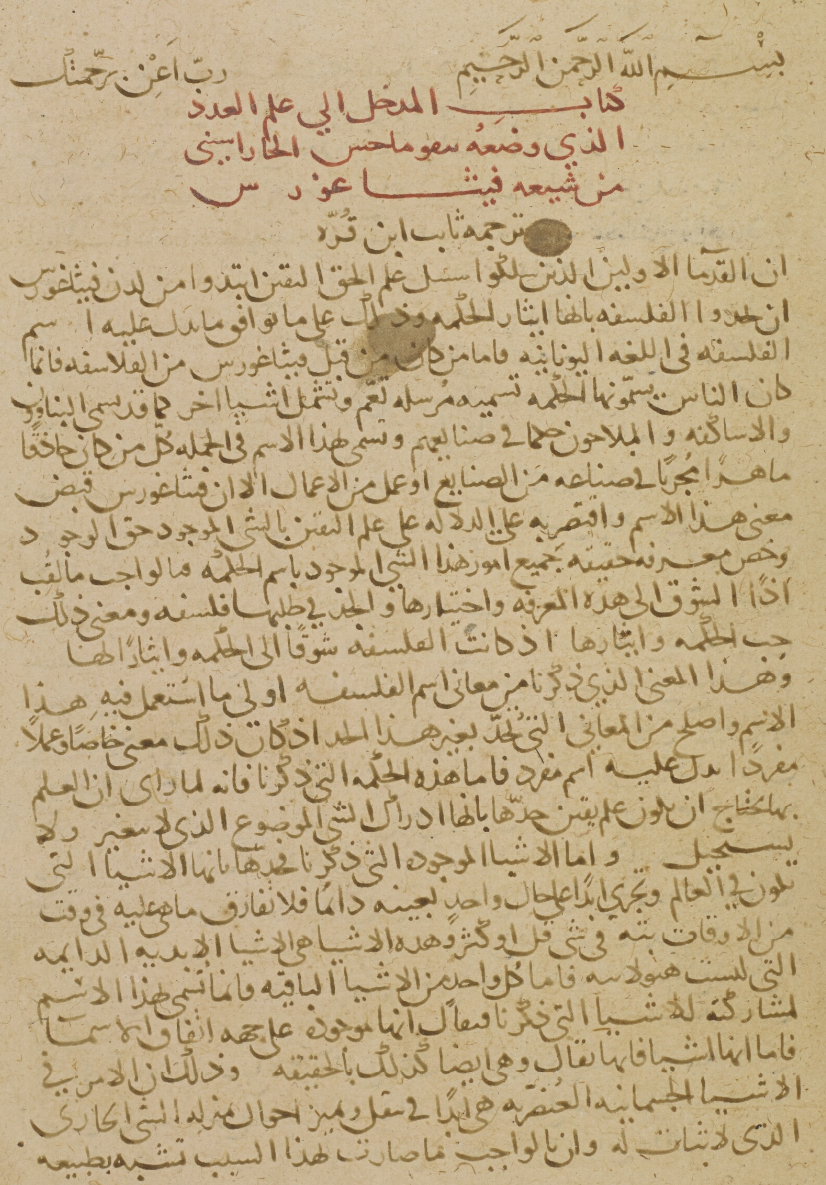
مخطوطة «المدخل إلى علم العدد» لنيقوماخس الجاراسيني - ترجمة ثابت بن قرة.

نيقوماخس الجراسيني (بالإغريقية: Νικόμαχος) (60-120م) هو رياضي يوناني. اشتهر بأعماله: مقدمة في الحساب ودليل التوافقيات باللغة اليونانية. ولد في جرش بسوريا الرومانية (حاليًا في الأردن). كان فيثاغوري المذهب، كتب عن الخصائص الصوفية للأرقام.

## حياته
لا يُعرف الكثير عن حياة نيقوماخوس إلا أنه كان فيثاغورثيًا أتى من جرش. يعتبره المؤرخون فيثاغورثيًا بناءً على ميله لرؤية الأرقام أن لها خصائص صوفية. لا يُعرف العمر الذي عاش فيه (حوالي 100 بعد الميلاد) إلا لأنه ذكر ثراسيلوس في دليل التوافقيات، ولأن مقدمته في الحساب قد ترجمت على ما يبدو إلى اللاتينية في منتصف القرن الثاني من قبل أبوليوس. كان دليل التوافقيات الخاص به موجهاً إلى سيدة نبيلة، والتي كتب نيقوماكس الكتاب بناءً على طلبها، مما يشير إلى أنه كان باحثًا محترمًا له مكانة ما. كما ذكر نيته في كتابة عمل أكثر تقدمًا، وكيف أن الرحلات التي يقوم بها كثيرًا لم تترك له الوقت الكافي.

## آثاره
ذكر ابن النديم في الفهرست أن نيقوماخس له من الكتب: كتاب «الأرثماطيقي» وكتاب «الموسيقى الكبير».
وقد ترجم ثابت بن قرة كتاب «الأرثماطيقي» واشتهر باسم «المدخل إلى علم العدد»، وقد حققه الأب ولهلم كوتش. ويدور الكتاب على فكرة أساسية وهي أن العدد أساس كل العلوم، وأن الأشياء في جوهرها أعداد. والعدد ليس مفارقا للموجودات، بل هو ملتصق بها.

## روابط خارجية
- نيقوماخس الجرشي على موقع الموسوعة البريطانية (الإنجليزية)